# Кеті Трейбл
Кеті Трейбл (англ. Kathy Treible, 9 вересня 1961) — американська плавчиня.
Призерка Чемпіонату світу з водних видів спорту 1982 року.